# Viktor von Usedom
Viktor Eduard von Usedom (* 17. Dezember 1842 in Königsberg; † 9. März 1900 in Hermannsthal, Kreis Lauenburg) war ein preußischer Generalleutnant.

## Leben

### Herkunft
Viktor entstammte dem pommerschen Adelsgeschlecht von Usedom. Er war ein Sohn des preußischen Oberst Eduard von Usedom (1806–1896) und dessen Ehefrau Marianne, geborene Schach von Wittenau (1816–1895). Seine beiden Brüder Ernst (1840–1913) und Albert (1847–1940) schlugen ebenfalls eine Militärkarriere in der Preußischen Armee ein und avancierten beide zum Generalleutnant.

### Militärkarriere
Nach dem Besuch des Berliner Kadettenhauses wurde Usedom am 6. März 1860 als Sekondeleutnant dem 1. Ostpreußischen Grenadier-Regiment der Preußischen Armee überwiesen. Ab Anfang Oktober 1862 diente er als Adjutant des Füsilier-Bataillons und war 1863 während der Herbstübungen des Gardekorps und des III. Armee-Korps zur Dienstleistung als Ordonnanzoffizier bei Kronprinz Friedrich Wilhelm kommandiert. Daran schloss sich ab Mitte April 1864 eine Verwendung als Regimentsadjutant an. In dieser Eigenschaft nahm er 1866 während des Deutschen Krieges an den Schlachten bei Trautenau sowie Königgrätz teil und wurde mit dem Kronen-Orden IV. Klasse mit Schwertern ausgezeichnet.
Nach dem Krieg stieg Usedom zum Premierleutnant auf und war ab dem 2. Februar 1867 als Adjutant der 3. Infanterie-Brigade in Danzig kommandiert. Unter Belassung in dieser Stellung erfolgte am 16. März 1869 seine Versetzung in das 1. Hannoversche Infanterie-Regiment Nr. 74. Nachdem man ihn am 9. März 1870 von seiner Stellung entbunden hatte, wurde er anschließend mit einem Patent vom 21. Juli 1866 in das Großherzoglich Mecklenburgische Jäger-Bataillon Nr. 14 versetzt. Mit der Mobilmachung anlässlich des Krieges gegen Frankreich war Usedom zunächst Führer der Ersatz-Kompanie, bevor er am 15. August 1870 mit der Beförderung zum Hauptmann und Ernennung zum Kompaniechef in das mobile Bataillon wechselte. Er beteiligte sich an den Belagerungen von Metz, Toul und Paris. Bei Orléans wurde Usedom am 2. Dezember 1870 schwer verwundet.
Ausgezeichnet mit dem Eisernen Kreuz II. Klasse sowie beiden Klassen des Mecklenburgischen Militärverdienstkreuzes wurde Usedom nach dem Friedensschluss und seiner Gesundung am 24. Juni 1880 als Major seinem Bataillon aggregiert. Mitte Februar des Folgejahres erfolgte seine Versetzung in das Großherzoglich Mecklenburgische Grenadier-Regiment Nr. 89. Am 21. Februar 1882 rückte er zum etatmäßigen Stabsoffizier auf und nahm im September/Oktober 1882 an der Generalstabsreise des IX. Armee-Korps teil. Vom 4. November 1883 bis zum 14. Februar 1890 war Usedom Kommandeur des Großherzoglich Mecklenburgischen Jäger-Bataillons Nr. 14, stieg Anfang September 1887 zum Oberstleutnant auf und wurde dann mit der Führung des 6. Thüringischen Infanterie-Regiments Nr. 95 beauftragt. Mit der Beförderung zum Oberst erfolgte am 24. März 1890 seine Ernennung zum Regimentskommandeur. Unter Stellung à la suite seines Regiments wurde er am 25. März 1893 zunächst mit der Führung der 40. Infanterie-Brigade in Braunschweig beauftragt und am 18. April 1893 als Generalmajor zum Kommandeur dieses Großverbandes ernannt. Als solcher erhielt er anlässlich des Ordensfestes im Januar 1897 den Kronen-Orden II. Klasse mit Stern und Schwertern am Ringe. Daran schloss sich am 27. Januar 1897 unter Beförderung zum Generalleutnant seine Versetzung zu den Offizieren von der Armee und die gleichzeitige Kommandierung zur Vertretung des beurlaubten Kommandeurs der 9. Division an. Am 18. März 1897 wurde er Kommandeur der in Glogau stationierten Division. In Genehmigung seines Abschiedsgesuches wurde Usedom am 9. Juni 1898 mit Pension zur Disposition gestellt und Wilhelm II. verlieh ihm daraufhin den Stern zum Roten Adlerorden II. Klasse mit Eichenlaub. Er war Rechtsritter des Johanniterordens.

### Familie
Usedom hatte sich am 15. Juli 1868 in Peterkau mit Ida von Alt-Stutterheim (* 1846) verheiratet. Aus der Ehe gingen die Kinder Rosa (* 1869), Ulrich (* 1871), Ernst Albert (1878–1884), Ewald (1881–1973), Siegfried (1885–1915) und Irmgard (* 1889) hervor.